# 236 Гонорія
236 Гонорія (236 Honoria) — астероїд головного поясу, відкритий 26 квітня 1884 року Йоганном Палізою у Відні.